# Vrbnovský palác
Vrbnovský (Wrbnovský) palác nebo také Chotkovský dům je památka nacházející se v ulici Loretánská 104/19 na Hradčanech v městské části Praha 1. Je chráněn jako kulturní památka České republiky.

## Popis
Palác je objekt o několika křídlech se dvěma vnitřními dvory, ležící mezi ulicemi Loretánská (na severu, kde má dům arkádové podloubí) a Úvoz (na jihu). Areál má nepravidelný půdorys. Budova směrem do Loretánské ulice má dvě patra a zadní budova směrem do ulice Úvoz má patra tři. Vzhledem ke strmému svahu jsou však sklepy ve stejné výškové úrovni jako druhé nadzemní podlaží jižního domu.

## Historie

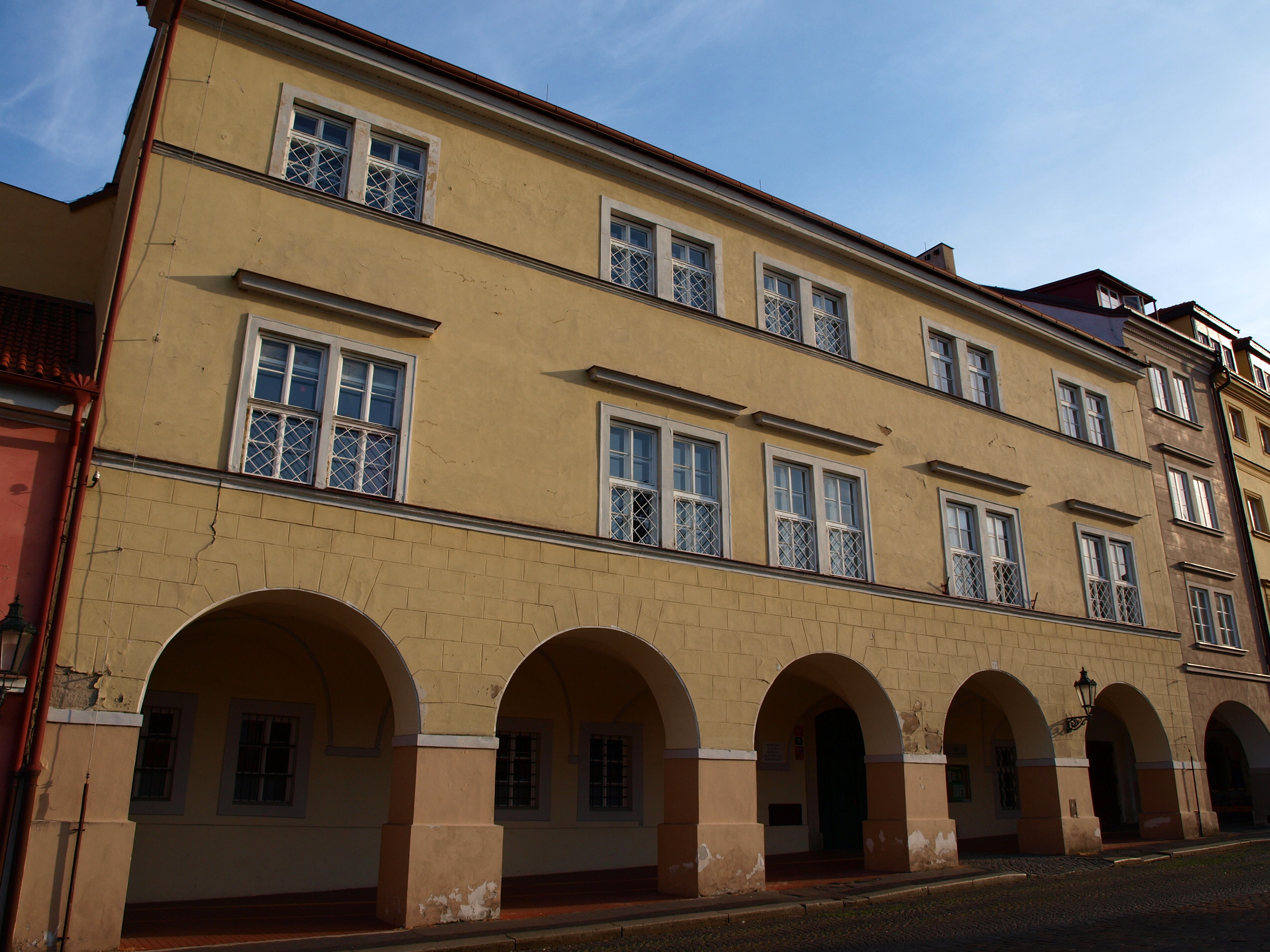
Vrbnovský palác

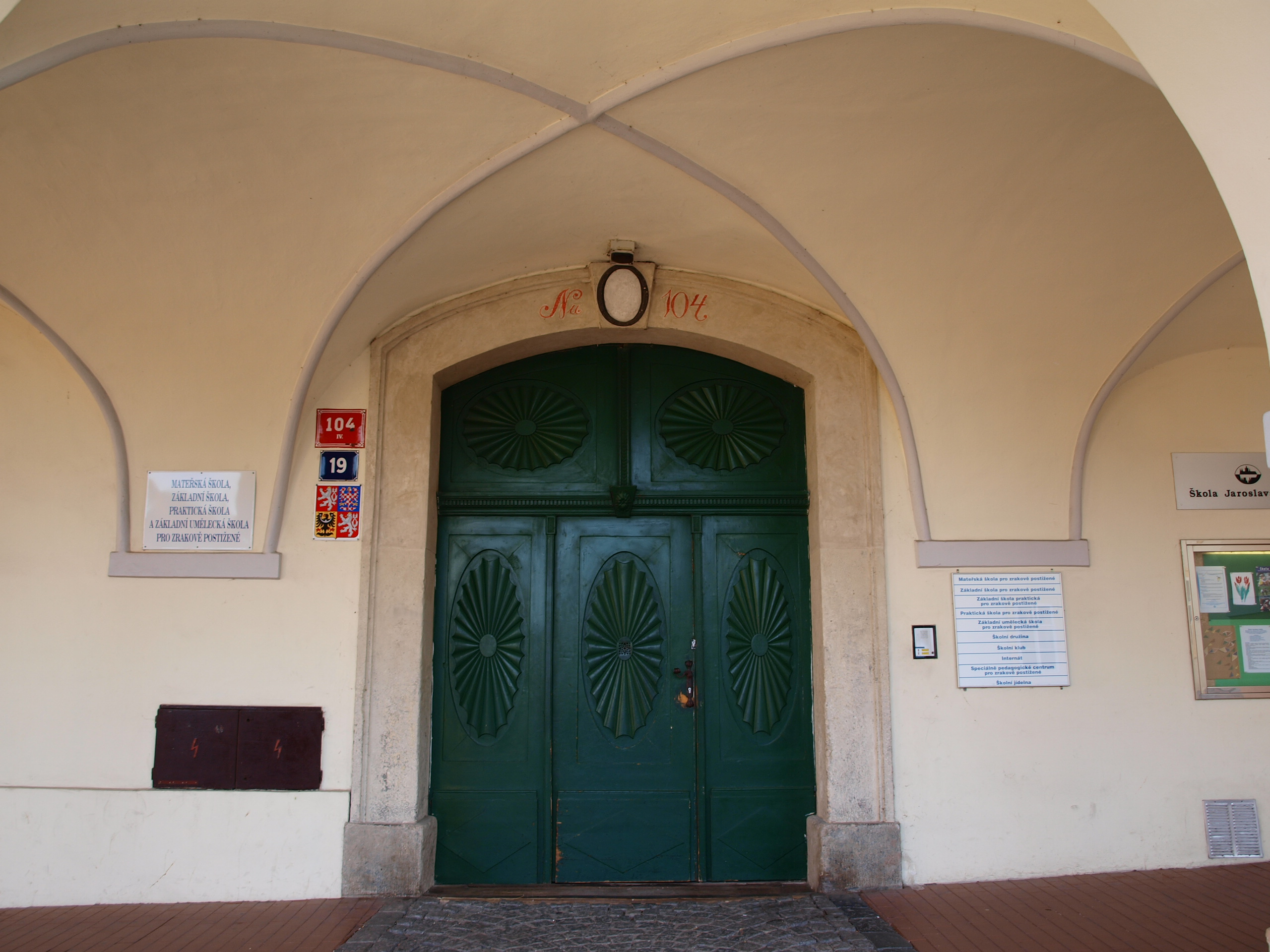
Vstup do paláce

Jedná se o původně renesanční dům, který koupil od Vratislavů z Mitrovic v roce 1661 Jan František Bruntálský z Vrbna a nechal ho barokně upravit; byla přestavěna dvorní křídla a jižní část nad Úvozem. 
Po Františkovi z Vrbna zdědili domy jeho čtyři synové, kteří se roku 1719 o majetek podělili. Později roku 1789 zdědil budovu Rudolf st. hrabě z Vrbna (1761-1823). V roce 1814 prodal palác Antonínovi Weissovi, od kterého získal předkupní právo Antonín Jan Graff. Ten, později v důsledku finančních obtíží, byl nucen objekt dát v roce 1824 do dražby. Za nejvyšší částku ho získal Jan Harasín a jeho dcera Kateřina Gutkaisová prodala budovu roku 1837 slepeckému ústavu.
V paláci a v sousedním domě U kanónu (Loretánská 17/103) byl v roce 1837 zřízen výchovný ústav pro nevidomé, který vznikl v roce 1807 jako první tohoto druhu ve střední Evropě. O ústav pečovala Kongregace Milosrdných sester svatého Karla Boromejského. Dnes se zde nachází státní Škola Jaroslava Ježka – mateřská škola, základní škola, praktická škola a základní umělecká škola pro zrakově postižené.
Později byl upraven ještě několikrát 1949-1963 a v letech 1993–1998 zrekonstruován.
Památkově hodnotné jsou zejména tři reprezentační sály v prvním patře se štukovou a malířskou výzdobou.